# Boca-de-sapo-marmoreado
O boca-de-sapo-marmoreado (Podargus ocellatus)  é uma espécie de ave noturna pertencente a família Podargidae. A espécie foi descrita pela primeira vez por Jean René Constant Quoy e Joseph Paul Gaimard em 1830. É encontrada nas Ilhas Aru, Nova Guiné e Queenslândia. Os seus habitats naturais são florestas subtropicais e tropicais húmidas de baixa e alta altitude.

## Taxonomia

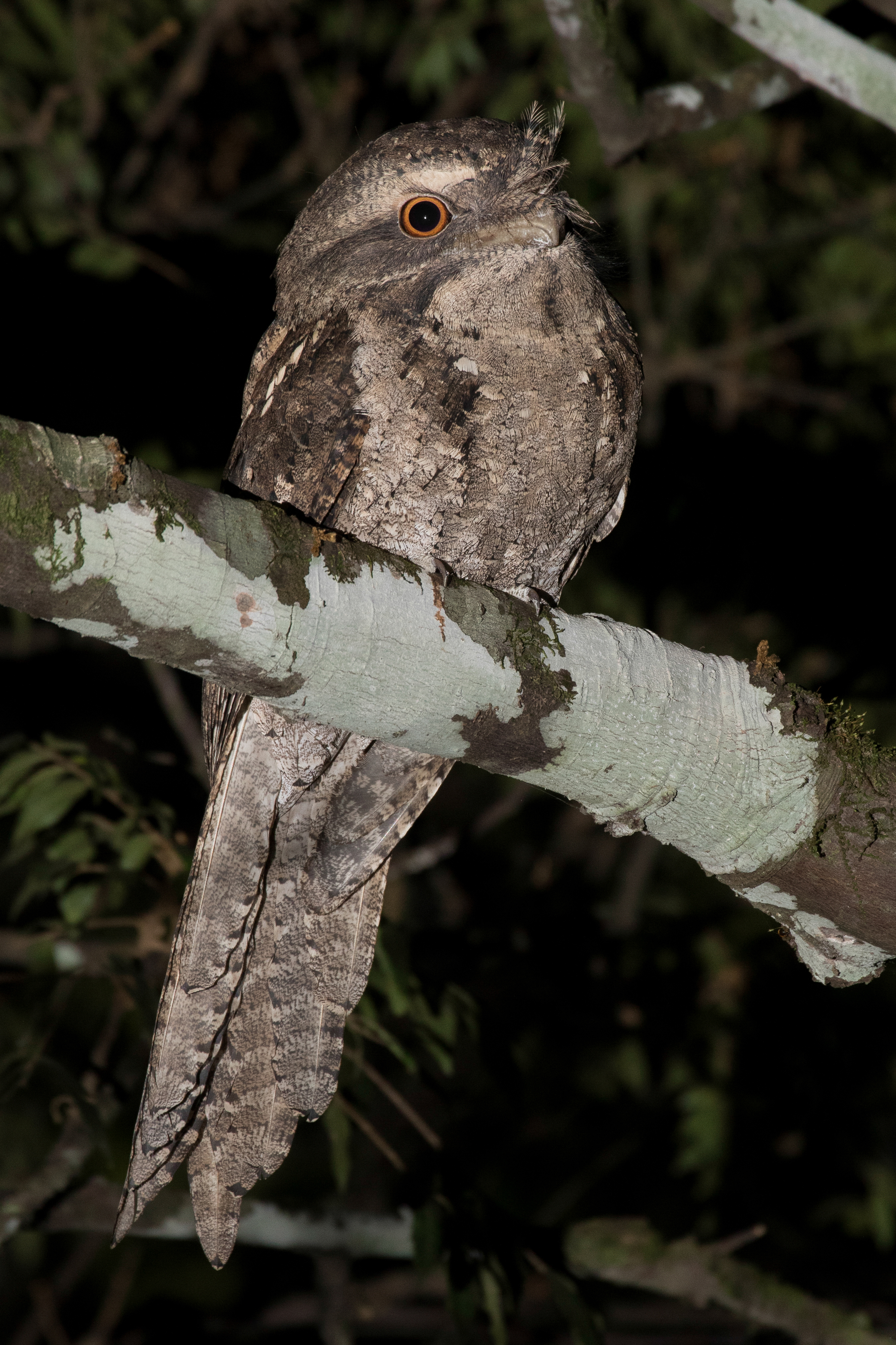
Subspécie P. o. plumiferus em Mount Glorious, Queenslândia, Australia.

Existem cinco subespécies reconhecidas; o ocellatus nominal é encontrado na Nova Guiné e ilhas vizinhas. Duas subespécies são encontradas nas ilhas de Papua-Nova Guiné; intermedius é encontrado nas Ilhas Trobriand e nas Ilhas D'Entrecasteaux, meeki é endêmico da Ilha Tagula. A Austrália tem duas subespécies; marmoratus é encontrado na Península do Cabo York, e o plumiferus é encontrado no sudeste de Queenslândia.
Rigidipenna inexpectatus, endêmica de quatro ilhas das Ilhas Salomão, era anteriormente considerada uma subespécie. Foi dividido em seu próprio gênero, Rigidipenna, em 2007.

## Distribuição e habitat
A cordilheira de Conondale localizada na Sunshine Coast de Queenslândia é considerada um refúgio para o boca-de-sapo-marmoreado; populações notáveis estão dentro do Parque Nacional Conondale. A espécie é rara e está listada como vulnerável na Austrália e ocorre em florestas subtropicais e florestas de vinhas em altitudes de 50 a 800 m. A espécie empoleira-se no dossel e é considerada enigmática e extremamente difícil de encontrar. As populações atuais estão ameaçadas pelo desmatamento, incêndios florestais e extração de madeira, com impactos futuros das mudanças climáticas apresentando riscos adicionais. Houve estimativas de que existem cerca de 800 casais em Conondale, o alcance atual da espécie pouco menos de 2.000 ha, com um aumento potencial na população sendo gerado pela regeneração de florestas secundárias. O boca-de-sapo-marmoreado é considerada extremamente vulnerável devido à redução significativa do habitat.  A colheita futura de madeira nativa na região de Conondale também representa risco.

## Comportamento
É um insetívoro noturno. Durante o dia, dorme em um galho de árvore com o bico apontando para cima, assumindo a aparência de um tronco. Para lidar com o calor e a umidade, P. ocellatus tem frequências cardíacas e respiratórias mais baixas do que as aves típicas de seu tamanho. Durante os períodos de hipertermia, eatuará ofegante como um mecanismo de resfriamento, com efeito de resfriamento mais eficiente do que o observado em outras espécies de aves que realizam o mesmo comportamento.